# Eisenbahnunfall von Tadakuma
Bei dem Eisenbahnunfall von Tadakuma (jap. 住友忠隈炭砿人車暴走事故, Sumitomo Tadakuma tankō jinsha bōsō jiko) riss am 16. April 1936 das Zugseil einer Standseilbahn in Tadakuma, Kyushu, Japan. 52 Menschen starben.

## Ausgangslage
Zu einem Bergwerk des Sumitomo-Konzerns wurden die Bergarbeiter mit einer nicht-öffentlichen, betriebsinternen Standseilbahn zu ihrer Arbeitsstätte befördert. Diese Standseilbahn befuhr eine Rampe mit 9 % Steigung. Die Wagen der Bahn wurden mit einem Seil gezogen. Als Sicherheit im Fall eines Seilrisses besaßen die Fahrzeuge Notbremsen. Zwei Wochen vor dem Unfall waren die Bremsen überprüft und für funktionstüchtig befunden worden.

## Unfallhergang
Am 16. April 1936 riss das Zugseil, als sich ein Zug mit neun Wagen etwa in der Mitte der Rampe befand. Der Zug entlief ins Gefälle. Die Notbremsen versagten oder erwiesen sich als zu schwach ausgelegt. Nur wenigen Arbeitern gelang es noch abzuspringen. Der Zug wurde auf der Grubensohle zertrümmert.

## Folgen
52 Menschen starben, 28 wurden darüber hinaus verletzt und zwei Menschen anschließend vermisst.